# Tabouret de jardinage
Pour les articles homonymes, voir Tabouret (homonymie).

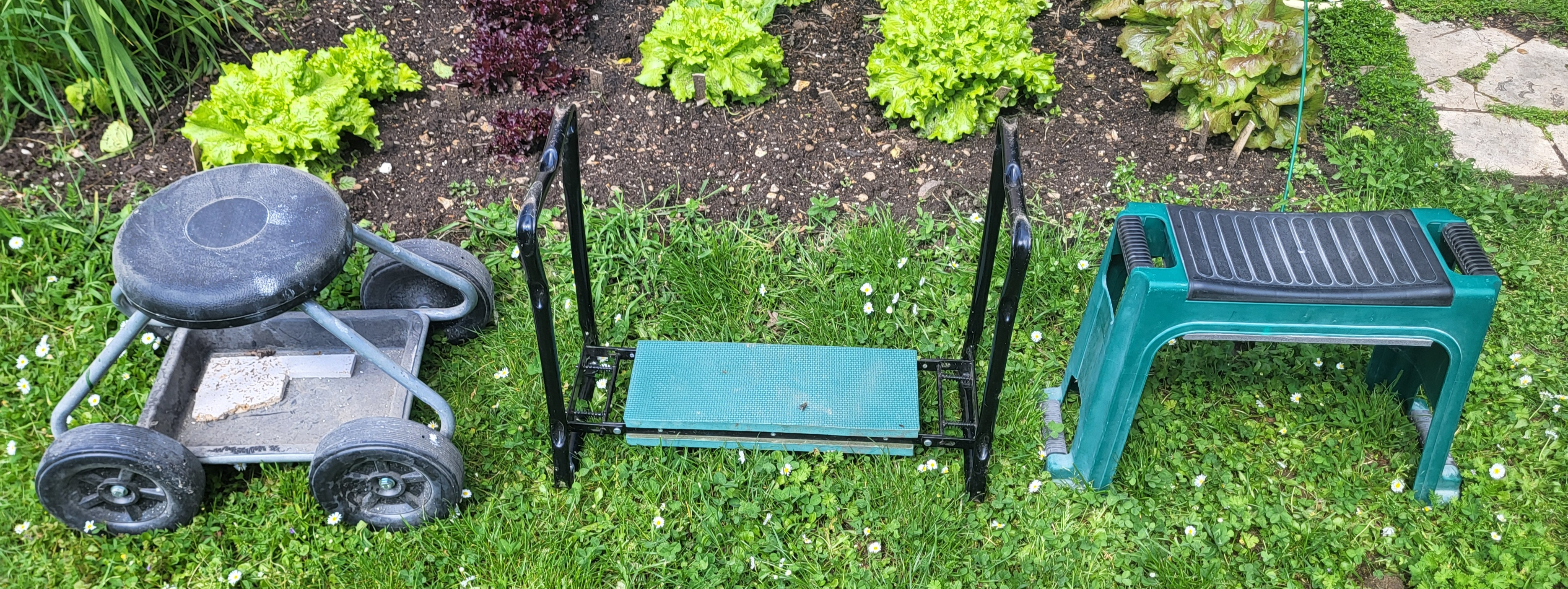
Tabourets de jardinage à roulettes, réversible munies de poignées, en métal ou en plastique

Un tabouret de jardinage ou banc de jardinage ou agenouilloir ou garden stool (en anglais) permet de pratiquer plus facilement le jardinage. Avec des coussins rembourrés, les modèles les plus courants sont des petits bancs ou des tabourets réversibles qui permettent de s'agenouiller ou de s'asseoir confortablement à faible hauteur pour effectuer des travaux courants,.

## Description
De nombreux modèles existent et sont proposés aux jardiniers. 
Ils peuvent être en métal, leur cadre est en acier robuste ou, plus légers, en plastique. Munis de poignées métalliques ils sont plus sûrs pour se relever que l'on soit en position assise ou à genoux. Certains modèles sont munis d'une petite caisse ou d'une pochette suspendue permettant de ranger de petits outils ou des gants. D'autres modèles à roulettes permettent de se déplaces sur le rang sans se relever. les modèles métalliques peuvent être pliables et sont alors plus facilement transportables.

## Intérêts pratiques et ergonomiques

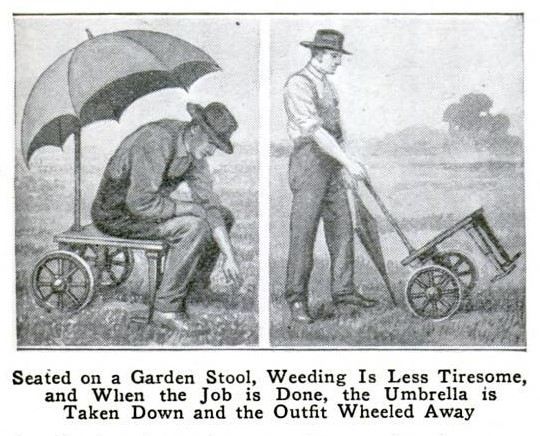
Illustration publiée en 1922 dans Popular mechanics magazine

Les tabourets de jardinage permettent d'avoir une posture plus ergonomique pour jardiner. Ils sont généralement pourvus d'une surface porteuse à la fois souple et dure confortable pour s'asseoir ou s'agenouiller.
De nombreux travaux de jardinage nécessitent d'être proches du sol. Il est donc obligatoire de se pencher, d'être accroupi ou d'être agenouillé. 
Les modèles réversible peuvent être utilisés en position assise ou retournés afin de pouvoir travailler agenouillé. Cette position étant particulièrement importantes pour certains travaux de jardinage tels les arrachages des mauvaises herbes et les repiquages de jeunes plants. Avec l'âge il devient de plus en plus difficile de se relever, les poignées situées à bonne hauteur sont presque indispensables pour se relever facilement.
Pour les personnes souffrant d'arthrose ils sont particulièrement utiles.
Afin d'éviter le mal de dos les tabourets de jardinage offrent un avantage certain.